# XLI Lubuskie Lato Filmowe
41. Lubuskie Lato Filmowe (41. LLF) - najstarszy polski festiwal filmowy (pierwsza edycja w 1969 r.), odbył się jak co roku w Łagowie w województwie lubuskim w dniach 26 czerwca - 1 lipca 2012 r.

## Przyznane nagrody

### Konkurs filmów fabularnych
Jury:
- Maria Niklińska
- Ryszard Brylski
- Andrzej Kołodyński
- Mateusz Werner
- Piotr Wojtowicz

Nagrodę specjalną Złotego Grona Lubuskiego Lata Filmowego za Indywidualność Artystyczną otrzymał Marian Dziędziel.
Uzasadnienie Jury:
"Za wszechstronność środków aktorskich, skalę ekspresji artystycznej i wdzięk nagrodzonego”
Nagrodę Złotego Grona otrzymał Wojciech Smarzowski za film Róża
Srebrne Grono odebrał David Wnendt za film Combat girls. Krew i honor
Brązowe Grono otrzymał Greg Zgliński za film Wymyk
Nagrodę Organizatorów im. Juliusza Burskiego otrzymał ukraiński reżyser Ołeh Sencow za film Gracz
- 80 milionów (80 million) – Polska
- Alois Nebel – Czechy, Niemcy, Szwecja
- Combat girls. Krew i honor (Combat girls. Kriegerin) – Niemcy
- Droga na drugą stronę (Crulic – The Path to Beyond) – Polska, Rumunia
- Gracz (Gaamer) – Ukraina
- Kret (The Mole) – Polska
- Lęk wysokości (Fear of Falling) – Polska
- Lidice – Czechy
- Piąta pora roku (The Fifth Season of The Year) – Polska
- Róża (Rose) – Polska
- Sponsoring (Elles)  – Polska, Francja, Niemcy
- Widzialny świat (Visible World) – Słowacja
- Wielki dezerter (Glorious Dezerter)  – Austria
- Wymyk (The Courage) – Polska
- Znieważona ziemia (Land of oblivion) – Francja, Niemcy, Polska, Ukraina

### Konkurs Krótkich Filmów Fabularnych
W konkursie krótkich filmów fabularnych nagrodę przyznano Tomaszowi Matuszczakowi za film Serce do walki
- Are You Feelin’ Good? – Słowacja (11 min)
- Basia z Podlasia – Polska (24 min)
- Idziemy na wojnę! – Polska (30 min)
- Jezioro – Polska (28 min)
- Koleżanki – Polska (32 min)
- Mika – Polska (29 min)
- Muka! – Polska (27 min)
- Poczekalnia – Polska (17 min)
- Portier z hotelu Mewa – Polska (32 min)
- Póki wilk syty – Polska (18 min)
- Serce do walki – Polska (24 min)
- Święto zmarłych – Polska (17 min)
- Urodziny – Polska (25 min)
- Zaćmienie – Polska (26 min)

### Konkurs Filmów Dokumentalnych
Do konkursu filmów dokumentalnych zgłoszono 19. produkcji. 
Główną nagrodę Jury w składzie: Wanda Mirowska (przewodnicząca), Istvan Krasztel oraz Gedyminas Jankauskas przyznało w tej kategorii otrzymał Jana Bučka za film Camino, Srebrne Grono zdobył Józef Romasz za film Przystanek dla bocianów, a Brązowe Grono obraz Radka Fronczaka pt.: Gdzie jest Sonia?
- Anielska gra (Andělská hra) – Czechy (52 min)
- Baranki na niebie (Bárányfelhők) - Węgry (30 min)
- Camino – Słowacja (47 min)
- Czternaście (Vierzehn) – Niemcy (92 min)
- Dzisiaj w Warszawie, jutro gdzieś w świecie – Polska (20 min)
- Gdzie jest Sonia? – Polska (50 min)
- Generacja singli – Czechy (77 min)
- Gwizdek (film) – Polska (16 min)
- Inne Chelsea – historia z Doniecka – Niemcy (89 min)
- Insallah, jak Bóg da (Inshallah – ak boh dá) – Słowacja (19 min)
- Jajko i kura – Polska (26 min)
- Miłość w grobie (Láska v hrobě) – Czechy (79 min)
- Mój dom – Polska (28 min)
- Przeżyć Afganistan – Polska (70 min)
- Przystanek dla bocianów – Polska (78 min)
- Rodzina Nikiego (Nickyho rodina) – Słowacja, Czechy, Anglia, USA, Izrael, Kambodża (96 min)
- Wygrajmy lub zgińmy – Głosy z Libijskiej Rewolucji (Win Or Die – Voices from the Libyan Revolution) – Niemcy (85 min)
- Wszystko o Tobie (Alles über Dich) – Niemcy (18 min)
- O duszy i innych drobnostkach (About the Soul and other small Things) – Polska, Niemcy, Bułgaria (91 min)

- - Nagrodę pozaregulaminową w konkursie filmu dokumentalnego otrzymał film Rodzina Nikiego w reżyserii Mateja Mináča

### Nagroda Klubu Kultury Filmowej 41. Lubuskiego Lata Filmowego
Jury Nagrody Klubu Kultury Filmowej 41. Lubuskiego Lata Filmowego w składzie Tomasz Piersiak (przewodniczący), Andrzej Milczarkiewicz oraz Jerzy Wojtkowiak przyznało nagrodę Klubu Kultury Filmowej za film Alois Nebelw reżyserii Tomáša Luňáka.